# Plateau basaltique d'Azrou

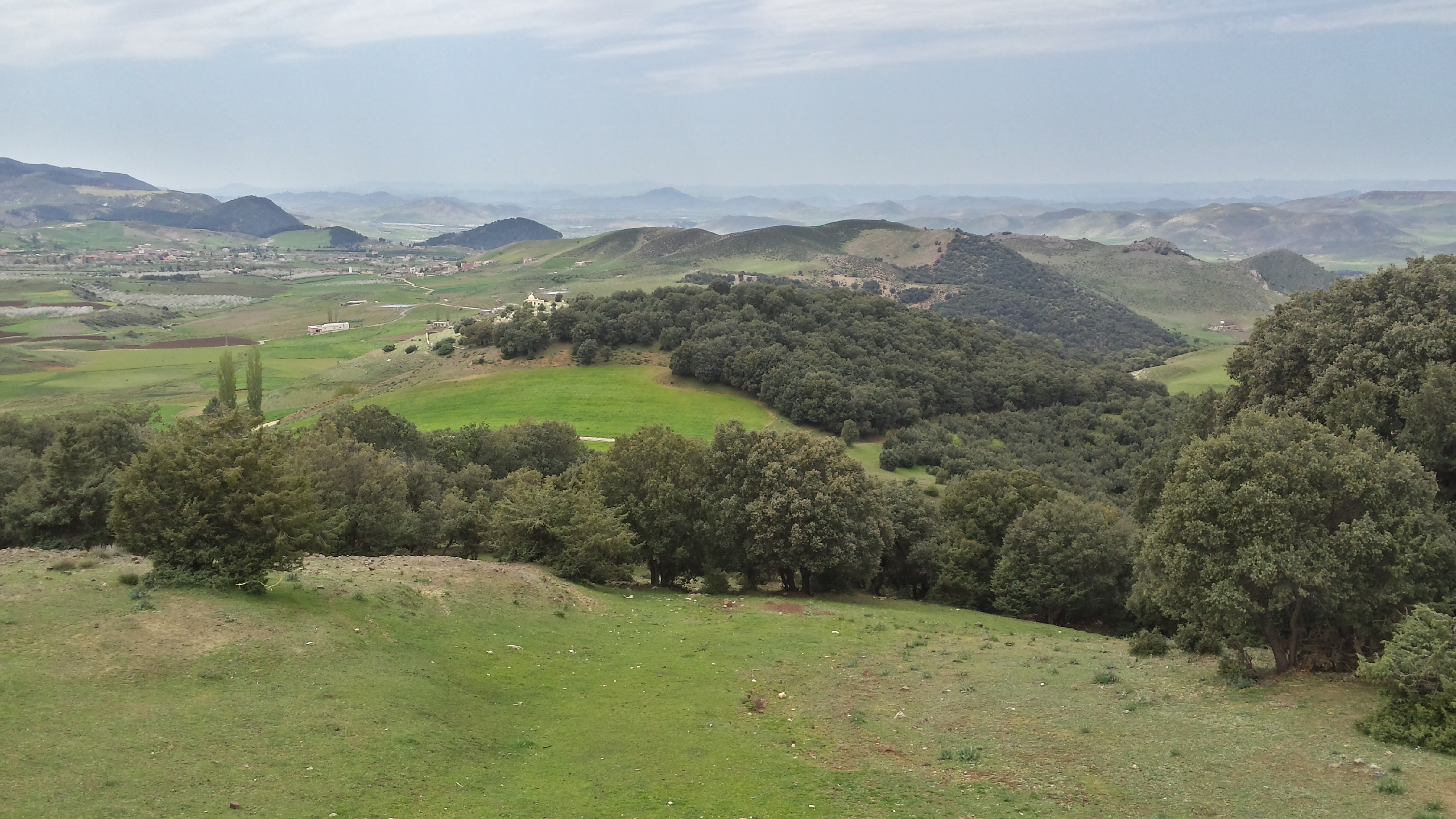
Plateau basaltique d'Azrou

Le plateau basaltique d'Azrou est un plateau basaltique d'origine volcanique situé entre la ville d'Azrou et de Timahdite dans le Moyen Atlas marocain. Il est composé de dizaines de cônes volcaniques comme le djebel Hebri, de cratères d'explosion comme Michlifen et de coulées de lave ancienne,.